# Eumolpos
Eumolpos (altgriechisch Εὔμολπος Eúmolpos, deutsch ‚der schön Singende‘) ist in der griechischen Mythologie ein in Eleusis eingewanderter thrakischer König, Sohn des Poseidon und der Chione, als Krieger, Priester der Demeter und Sänger gleich ausgezeichnet.

## Mythos
Als Chione von Poseidon schwanger war, verheimlichte sie dies vor ihrem Vater Boreas, gebar Eumolpos heimlich und warf ihn ins Meer. Poseidon empfing ihn und brachte ihn nach Äthiopien zu seiner Tochter Benthesikyme, die ihn erzog. Eumolpos heiratete eine Tochter des Königs von Äthiopien. Da er sich aber an der Schwester seiner Gattin vergriff, wurde er verbannt. So kehrte er mit seinem Sohn Immarados (der in der Bibliotheke des Apollodor Ismaros genannt wird) in sein Geburtsland Thrakien zurück.
Immarados heiratete eine Tochter des Tegyrios, des Königs von Thrakien. Da entweder Immarados oder Eumolpos, es gibt verschiedene Überlieferungen, Tegyrios stürzen wollte, wurden beide des Landes verwiesen und gelangten so nach Eleusis. Wie Eumolpos auf den Thron von Thrakien gelangte, wird auch verschieden erzählt: Entweder verstarb Immarados und Eumolpos konnte zurückkehren und erhielt von Tegyrios den Thron oder Tegyrios vergab Eumolpos auf dem Sterbebett und übertrug ihm die Herrschaft.
Als zwischen den Eleusiniern und Athen ein Krieg entbrannte, leistete Eumolpos den Erstgenannten Hilfe, wurde aber mit Immarados und dem Verbündeten Phorbas von Erechtheus erschlagen. Nach anderer Überlieferung fiel nur sein Sohn Immarados und Eumolpos selbst schloss mit den Athenern einen Vergleich, dem zufolge Erechtheus in Athen als König herrschen, Eumolpos aber mit den Töchtern des Keleos (Diogeneia, Pammerope und Saisara) dem Dienste der Demeter zu Eleusis vorstehen sollte. Daher wurde Eumolpos die Einführung der Eleusinischen Mysterien zugeschrieben und unter seinem Namen Schriften über dieselben verfasst.
Die Nachfolge des Priesterdienstes soll Keryx, entweder ein jüngerer Sohn des Eumolpos oder der Sohn der Aglauros, angetreten haben. Unter den Nachkommen des Eumolpos, den Eumolpiden, und den Nachkommen des Keryx, den Keryken, wurde die Würde des Hierophanten in Eleusis erblich.
Nach alexandrinischen Dichtern war Eumolpos auch Lehrer des Herakles in der Musik und in den Mysterien. Herakles war vor allem an den Mysterien interessiert, um in den Hades zu gelangen und von dort den Höllenhund Kerberos zu holen. Nach Hyginus Mythographus gewann er bei den Leichenspielen für Pelias im Gesang (zu dem Flötenspiel des Olympos) den Preis.